# Mission (Texas)
Mission è un comune (city) degli Stati Uniti d'America della contea di Hidalgo nello Stato del Texas. La popolazione era di 77 058 abitanti al censimento del 2010. Fa parte delle aree metropolitane di McAllen-Edinburg-Mission e Reynosa-McAllen.

## Geografia fisica
Mission è situata a 26°12′41″N 98°19′17″W (26.211402, -98.321277).
Secondo l'Ufficio del censimento degli Stati Uniti d'America, la città ha una superficie totale di 88,21 km², dei quali 88,04 km² di territorio e 0,17 km² di acque interne (0,2% del totale).

## Storia
L'insediamento di La Lomita viene creato nella zona, dove i discendenti dei primi coloni spagnoli possedevano già dei ranch, dagli oblati di Maria Immacolata su una terra donatagli. Il nucleo della città viene edificato attorno alla cappella intorno al 1865, nella fattoria che più tardi divenne la missione.

## Società

### Evoluzione demografica
Secondo il censimento del 2010, la popolazione era di 77 058 abitanti.

### Etnie e minoranze straniere
Secondo il censimento del 2010, la composizione etnica della città era formata dall'88,62% di bianchi, lo 0,68% di afroamericani, lo 0,34% di nativi americani, l'1,54% di asiatici, lo 0,02% di oceanici, il 7,43% di altre razze, e l'1,37% di due o più etnie. Ispanici o latinos di qualunque razza erano l'85,41% della popolazione.